# Baglung (dystrykt)

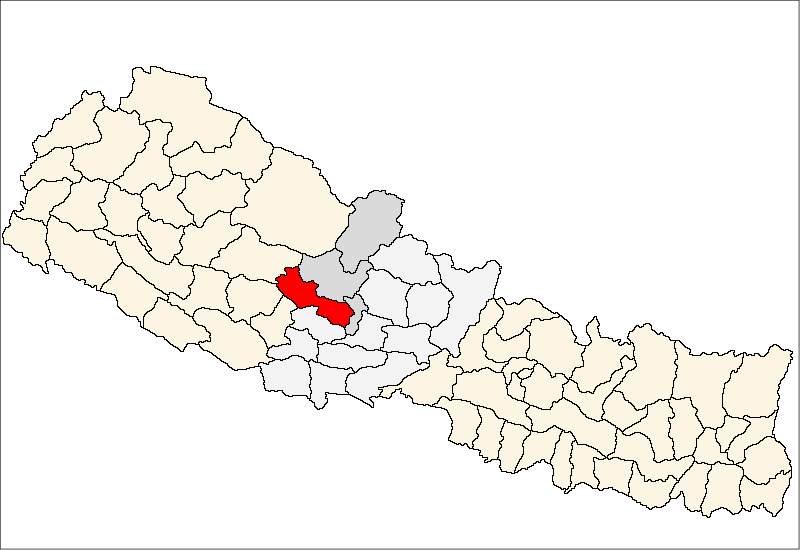
Dystrykt Baglung

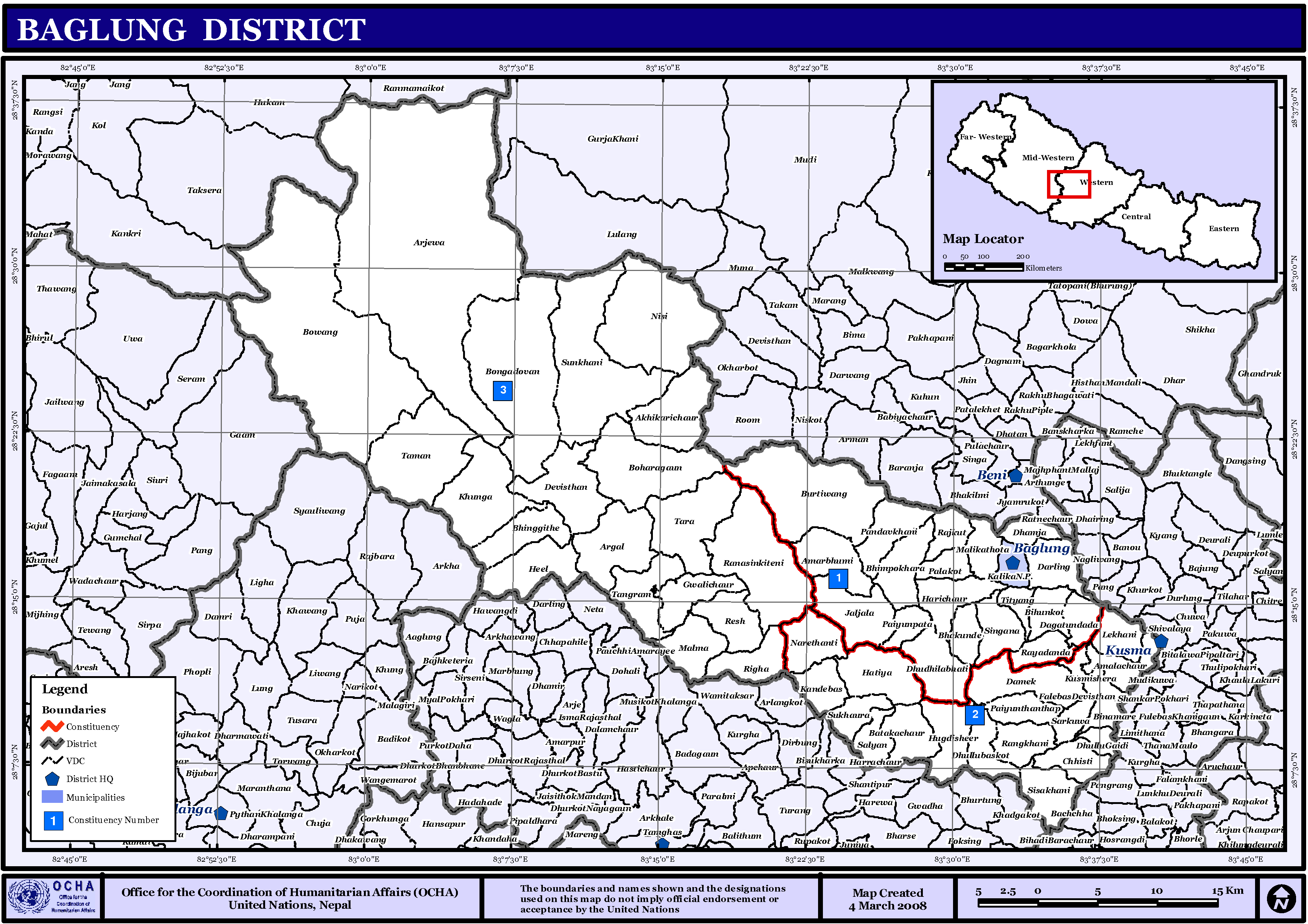
Dystrykt Baglung

Dystrykt Baglung (nep. वाग्लुङ जिल्ला) – dystrykt Nepalu. Leży w strefie Dhawalagiri. Dystrykt zajmuje powierzchnię 1784 km², w 2001 r. zamieszkiwało go 268 938 ludzi. Stolicą jest Baglung.